# Italizismus
Der Italizismus ist ein sprachliches Phänomen, bei dem statt eines Begriffs in der Herkunftssprache der Sprechenden oder Schreibenden ein gleichbedeutender Begriff der italienischen Sprache gebraucht wird.
Nach Jacob Sense zeigt der Gebrauch von Italizismen in der spätlateinischen Literatur des 16. und 17. Jahrhunderts die tiefe Verbundenheit des Schreibenden mit seiner Heimat.